# دو دینامیت
دو دینامیت (انگلیسی: Double Dynamite) فیلمی در ژانر کمدی رمانتیک و موزیکال به کارگردانی اروینگ کامینگز است که در سال ۱۹۵۱ منتشر شد.

## بازیگران
- جین راسل
- گروچو مارکس
- فرانک سیناترا
- بیل اروین
- چارلز کلمن
- ژان دو بریاک
- ویلیام ادموندز